# Viviendo con Fran
Viviendo con Fran (originalmente Living with Fran, conservándose este nombre para Hispanoamérica) es una serie de televisión estadounidense protagonizada por Fran Drescher. Se emitió por la WB Television Network entre abril de 2005 y marzo del 2006. En Latinoamérica se emitió durante el 2005 y 2006 por la cadena Fox, y más tarde Fox Life.

## Sinopsis
Fran Reeves (Fran Drescher) es una mujer divorciada que ha encontrado en Riley (Ryan McPartlin), a un novio maravilloso, atractivo y sobre todo, joven, ya que no llega a los 30. Su relación se ve complicada por el hecho de que ambos comparten casa con el hijo de Fran, Josh (Ben Feldman), de 21 años de edad y con su hija de 15, Allison (Misti Traya), aunque Fran no se queja. Su nuevo hogar familiar quizá no sea muy tradicional, pero al comparar su antigua vida con la que vive ahora, Fran está segura de que esto era justo lo que se suponía que iba a pasar y donde debía estar.
Fran se sorprendió cuando Josh no pudo con la presión que sentía en la escuela de medicina y abandonó su carrera, pero sin dudarlo le dio la bienvenida a su nueva vida. Desde el punto de vista de Josh, la dulce pero dubitativa madre que había conocido, se ha transformado en una mujer segura de sí misma, de espíritu libre y emancipada con una creciente carrera como diseñadora de interiores y lo que es más chocante, un joven y apuesto novio. El retorno a casa de su hijo es todo un reto para Fran, pero ese hecho le hace darse cuenta lo mucho que ha cambiado su vida para mejor.
Debido a que esta inusual familia sigue intentando llegar a conocerse entre ellos, están destinados a afrontar algunos sucesos incómodos como la visita inesperada de los padres de Riley o incluso el exmarido de Fran. Fran también irá conociendo a varios de los amigos de Riley y afrontar sus reacciones a su relación. Miren donde miren, Fran y Riley tendrán que soportar las actitudes y opiniones de otras personas sobre su nueva situación doméstica, algo que ambos tomarán con humor, paciencia y afecto, convencidos de que podrán hacer que su familia funcione.

## Episodios

### Primera temporada: 2005
1. Pilot

2. Riley's Parents

3. The Ex Factor

4. The Reunion

5. Oh, Baby

6. Who's the Parent?

7. Carriage Ride

8. Riley's Ex (unaired)
 
9. The Concert (unaired)
 
10. Josh Works for Riley (unaired)
 
11. Plastered (unaired)
 
12. Girl Talk (unaired)
 
13. School Ties (unaired)

### Segunda temporada: 2005-2006
1. A Year of Living with Fran

2. Going to the Bar Mitzvah with Fran

3. Sweet Sixteen Again with Fran

4. Learning with Fran

5. Ahead of the Plan with Fran

6. Going Crazy With Fran

7. Coupling With Fran

8. Healing With Fran

9. The Whole Clan with Fran

10. Masquerading With Fran

11. Going To Bed With Fran

12. Dreaming with Fran

13. Reuniting with Fran

## Reparto
- Fran Drescher .... Fran Reeves
- Ryan McPartlin .... Riley Douglas Martin ... (25 episodios)
- Misti Traya .... Allison Reeves (25 episodios)
- Ben Feldman.... Josh Reeves (14 episodios, 2005-2006)
- Charles Shaughnessy .... Ted Reeves (7 episodios, 2005-2006)
- Brandon Williams .... Duane (6 episodios, 2005)
- Caitlin Crosby .... Becca (5 episodios, 2005-2006)
- Debi Mazar .... Cousin Merrill ... (4 episodios, 2005-2006)

- Datos: Q2345442